# Catapagurus
Catapagurus is een geslacht van kreeftachtigen uit de klasse van de Malacostraca (hogere kreeftachtigen).

## Soorten
- Catapagurus albatrossae (Asakura, 2001)
- Catapagurus alcocki McLaughlin, in Hogarth et al., 1998
- Catapagurus cunhai Nucci & Melo, 2012
- Catapagurus danida McLaughlin, 2002
- Catapagurus ensifer Henderson, 1893
- Catapagurus franklinae McLaughlin, 2004
- Catapagurus gracilis (Smith, 1881)
- Catapagurus granulatus Edmondson, 1951
- Catapagurus haigae (Asakura, 2001)
- Catapagurus hirayamai (Asakura, 2001)
- Catapagurus holthuisi McLaughlin, 1997
- Catapagurus imperialis (Asakura, 2001)
- Catapagurus insolitus Komai & Osawa, 2009
- Catapagurus kosugei (Asakura, 2001)
- Catapagurus lewinsohni (Asakura, 2001)
- Catapagurus maclaughlinae (Asakura, 2001)
- Catapagurus misakiensis Terao, 1914
- Catapagurus oculocrassus McLaughlin, 1997
- Catapagurus sharreri A. Milne-Edwards, 1880
- Catapagurus spinicarpus de Saint Laurent & McLaughlin, 2000
- Catapagurus tanimbarensis McLaughlin, 1997
- Catapagurus toyoshioae (Asakura, 2001)
- Catapagurus tuberculosus (Asakura, 1999)